# Chukwuma Nzeogwu
Le lieutenant-colonel Patrick Chukwuma « Kaduna » Nzeogwu est né le 26 février 1937 et mort le 29 juillet 1967, à Kaduna était un officier militaire nigérian qui a joué un rôle de premier plan dans le coup d'État de 1966 au Nigeria, qui a renversé la Première République nigériane .

## Vie précoce
Patrick Chukwuma Nzeogwu est né le 26 février 1937 à Kaduna, au Nigeria colonial. La ville était la capitale de la région du nord à l'époque. Né dans une famille d'Anioma (en), il a fréquenté deux écoles chrétiennes (en) à Kaduna pour son enseignement primaire et secondaire, l'école primaire catholique de San José et le collège de San Juan. Au Saint John's College, Nzeogwu est devenu ami proche avec Chris Anuforo (en).
En mars 1957, Nzeogwu s'est inscrit comme lieutenant au régiment nigérian de la force royale des frontières de l'Afrique de l'Ouest (en) et a suivi une formation préliminaire de six mois sur la Côte-d'Or. Il a terminé sa formation en octobre 1957 et a suivi la Royal Military Academy Sandhurst en Angleterre, où il a été commissaire en tant qu'officier d'infanterie en 1959. Il a ensuite suivi un cours d'officier de peloton à Hythe et un cours de commandant de peloton à Warminster. L'historien du régiment du Nigeria (en), Max Siollun (en) a décrit Nzeogwu comme un « catholique dévot, un théetotaler, un non-fumeur, et qui, bien qu'il soit célibataire, n'a pas passé beaucoup de temps à persécuter les femmes »,.

## Carrière militaire
À son retour au Nigeria en mai 1960, Nzeogwu a été envoyé au premier bataillon du régiment nigérian à Enugu, où le major Johnson Aguiyi-Ironsi était le deuxième commandant sous les ordres du commandement d'un officier britannique. Plus tard, il a été envoyé au 5e bataillon à Kaduna où il est devenu ami d'Olusegun Obasanjo. Ses collègues hausa dans l'armée nigériane lui ont donné le nom de « Kaduna » pour son affinité avec la ville. Après avoir servi au Congo en 1961, Nzeogwu a été nommé officier de formation au Département de formation de l'armée à Zaria pendant environ six mois avant d'être envoyé à Lagos pour diriger la section de renseignement militaire au quartier général de l'armée où il a été le premier officier nigérian,,.
Le précurseur du Corps de renseignement de l'armée nigériane (NAIC) a été la section de la sécurité sur le terrain (FSS) de l'Armée royale nigériane, créée le 1er novembre 1962 avec le capitaine PG Harrington (BR) comme officier général d'état-major de second rang (GSO2 Int). Le FSS était essentiellement une organisation de sécurité dont les fonctions comprenaient la vérification du personnel de l'armée nigériane (NA), la sécurité des documents et la contre-espionnage. Le major Nzeogwu a été le premier officier nigérian à avoir été nommé entre novembre 1962 et 1964. En tant qu'officier de renseignement militaire, il a participé à des enquêtes sur la trahison d'Obafemi Awolowo et d'autres membres du groupe d'action (Nigéria) (en). Selon Olusegun Obasanjo, « Chukwuma avait quelques commentaires épouvantables à faire sur la sécurité nationale du Nigeria, et sur ceux qui faisaient l'objet d'une enquête. S'il avait son chemin, a-t-il dit, son traitement de tout le cas aurait été différent. » Nzeogwu aurait antagonisé certains collègues de l'armée en tant qu'officier de renseignement militaire et aurait même heurté le Ministre d'État de l'armée, Ibrahim Tako (en). Il a donc été envoyé au Collège de formation militaire du Nigeria à Kaduna, où il est devenu instructeur en chef,.

## Coup d'État de 1966 au Nigeria

### Planification et préparation du coup d'État
La planification du coup d'État a commencé par un cercle interne de jeunes officiers formés à l'université qui prétendaient une révolution militaire nationale en prenant le pouvoir dans les capitales régionales de Kaduna (Région Nord) et d'Ibadan (Région ouest), puis en prenant le contrôle de Lagos (territoire fédéral). Nzeogwu a été chargé de diriger la révolution dans le nord à partir de l'opération Damisa le 15 janvier 1966 et, ultérieurement, de l'opération Kura, de l'opération Zaki et de l'opération Giwa, qui auraient abouti à l'assassinat de l'établissement du nord,.
Nzeogwu a commencé sa préparation en organisant un exercice nocturne de deux jours « Damisa » (Opération Tigre) pour former des soldats dans de nouvelles techniques de combat. L'exercice a été approuvé par les autorités du 1er siège de la brigade, apparemment méconnues des intentions réelles de Nzeogwu, et la brigade principale, Alphonso Keshi, avait envoyé des circulaires à toutes les unités opérant sous la brigade pour contribuer au succès de l'exercice. Lorsque Major Keshi s'est rendu compte que l'opération Damisa était en fait une conspiration militaire, il était trop tard pour contrecarrer l'opération.

### Exécution du coup d'État et échec du complot
Au lever du jour du 15 janvier 1966, Nzeogwu dirige un groupe de soldats dans un prétendu exercice militaire, les conduisant à attaquer la résidence officielle du Premier ministre du nord, Sir Ahmadu Bello. Ce coup d'État sanglant a vu l'assassinat des premiers ministres du nord et de l'ouest du Nigeria. Le premier ministre Abubakar Tafawa Balewa, un ministre fédéral (Festus Okotie-Eboh (en)) et des officiers supérieurs de l'armée, originaires principalement des régions nord et ouest du pays, ont également été assassinés.
Parmi les membres du gouvernement en place, le premier ministre de la région orientale, Michael Okpara (en), le président de la fédération nigériane Nnamdi Azikiwe et le chef de l'armée d'Igbo Johnson Aguiyi-Ironsi ont été les principaux survivants. Le modus operandi de Nzeogwu dans le nord a largement contribué au succès du coup d'état dans le nord du Nigeria.
Selon un rapport du service spécial de la police nigériane, Nzeogwu a exécuté au moins quatre membres de l'armée et des forces de sécurité, dont l'un des hommes de son équipe (le sergent Daramola Oyegoke). Nzeogwu a également participé à l'exécution du colonel Raph Shodeinde, son supérieur hiérarchique au collège militaire nigérian.
Après avoir attendu une annonce radiophonique tôt le matin du Major Adewale Ademoyega à Lagos, qui n'a pas eu lieu en raison de l'échec du coup d'État dans cette ville, le major Nzeogwu a fait une annonce dans l'après-midi, déclarant la loi martiale dans le nord du Nigeria.

### Arrestation et détention
A la suite de l'annonce faite à Kaduna et des informations que Nzeogwu rassemblait des forces pour attaquer Lagos, ce qui était très probable à l'époque, le commandant de l'armée, le général major Aguiyi Ironsi envoya à Kaduna des émissaires dirigés par le lieutenant-colonel Nwawo (en), afin d'engager des pourparlers afin de négocier une reddition. Le major Nzeogwu a posé des conditions que le général Ironsi a acceptées. Aguyi Ironsi a pris le pouvoir et Nzeogwu a ensuite été arrêté à Lagos le 18 janvier 1966, contrairement aux accords conclus précédemment entre Nzeogwu et Ironsi. Il a été incarcéré à la prison de haute sécurité de Kirikiri (en) à Lagos.

### Représailles et contre-coup d'État de 1966
Le coup d'État manqué de janvier 1966, dirigé principalement par des militaires du groupe ethnique Igbo, qui entraîna les assassinats de nombreux hommes politiques et officiers militaires du nord, a provoqué des tensions ethniques enflammées, y compris des représailles (pogrom anti-igbo de 1966) contre les habitants Igbos dans le nord du Nigeria. La situation a également conduit à un coup d'État (contre-coup d'État de 1966 (en)) de la part des soldats du nord en juillet 1966 et, en fin de compte, à la guerre civile.

### Libération, participation à la guerre de Biafra et mort
Nzeogwu a ensuite été transféré à la prison d'Aba, dans l'est, où il a été libéré en mars 1967 par le Gouverneur de la région orientale (en) et futur président du Biafra (voir la Liste des présidents du Biafra (en)), Chukwuemeka Ojukwu.
Le 30 mai 1967, le Biafra déclare son indépendance vis-à-vis du Nigeria. Cette décision a été motivée par l'assassinat incessant d'Igbos dans le nord du Nigeria à la suite du coup d'État dirigé par Nzeogwu, qui a causé la mort d'importants dirigeants du nord et de l'ouest du Nigeria. Cela a conduit à des représailles des habitants du nord contre des civils igbos - Nzeogwu était d'origine ethnique Igbo - qui ont donné lieu à des représailles et des massacres. Le général Yakubu Gowon a d'abord refusé de mobiliser les forces de sécurité pour arrêter les meurtres.
Le 29 juillet 1967, Nzeogwu, qui avait été promu au rang de lieutenant-colonel du Biafra, est pris dans une embuscade près de Nsukka alors qu'il menait une opération de reconnaissance nocturne contre les troupes fédérales du 21e bataillon du capitaine Inua Wushishi (en). Il fut tué au combat et son corps fut identifié par la suite ; cependant, sa sœur affirma qu'il s'était suicidé pour éviter d'être humilié par les troupes fédérales. Après la guerre civile, le chef militaire nigérian Yakubu Gowon ordonna que Nzeogwu soit inhumé au cimetière militaire de Kaduna avec les honneurs militaires,,,.

## Héritage
Certains points de vue ont considéré Nzeogwu comme un révolutionnaire. Cependant, ses actions, ainsi que celles des conspirateurs du coup d'état de 1966, ont constitué un putsch contre un gouvernement nigérian démocratiquement élu. Le coup d'État a entraîné le meurtre de hauts fonctionnaires et a donné lieu à un régime militaire de 13 ans (1966 à 1979), puis par un gouvernement démocratique nigérian de 1979 à 1983, interrompu de nouveau par une autre intervention militaire qui a duré 16 ans jusqu'en 1999.